# Montigny, Cher

Montigny este o comună în departamentul Cher, Franța. În 1 ianuarie 2022 avea o populație de 323 de locuitori.